# Leccionario 208
El Leccionario 208, designado por la sigla ℓ 208 (en la numeración Gregory-Aland), es un manuscrito griego del Nuevo Testamento. Paleográficamente ha sido asignado al siglo XII.

## Descripción
El códice contiene enseñanzas de los evangelios de Juan, Mateo y Lucas, en 217 hojas de pergamino (25 cm por 19,5 cm). El texto está escrito en letra griega minúscula, en dos columnas por página, 22 líneas por página. Contiene notas musicales e imágenes.

## Historia
Según el colofón fue escrito por un monje llamado Leoncio, en 1068. Frederick Henry Ambrose Scrivener y Caspar René Gregory datan el manuscrito del siglo XI, el Instituto de Investigación Textual del Nuevo Testamento lo relaciona también con el siglo XII.
Se añadió a la lista de los manuscritos del Nuevo Testamento por Scrivener (número 215). Gregory lo vio en 1883. El manuscrito no se cita en las ediciones del Nuevo Testamento griego (UBS3). Actualmente, el códice se encuentra en la Biblioteca Bodleiana, en Oxford, Inglaterra.